# 幻獣辞典
『幻獣辞典』（げんじゅうじてん、EL LIBRO DE LOS SERES IMAGINARIOS）はホルヘ・ルイス・ボルヘス、マルガリータ・ゲレロの共著による文学作品。第1版である『Mannal de zoologia fantástica（幻獣動物案内）』が1957年発表、第2版『El libro de los seres imaginarios』1967年に続き、1969年版が現在知られているものである。
辞典の名の通り、古今東西の空想の怪物が集められた書物である。基本的に各地の神話が主体であるが、中には「カフカの想像した怪物（『最愛の父』からの引用）」のようなものも含まれている。そしてまた、ボルヘスにはよくあることだが、おそらく彼自身が「それらしく」創作した幻獣も含まれていると思われている。
版ごとに内容が拡充されており、1969年版では120篇の語りからなる。

## 日本語訳
- ホルヘ・ルイス・ボルヘス; マルガリータ・ゲレロ『幻獣辞典』柳瀬尚紀訳、晶文社、1974年。
  - ホルヘ・ルイス・ボルヘス; マルガリータ・ゲレロ『幻獣辞典』柳瀬尚紀訳、晶文社〈晶文社クラシックス〉、1998年12月。ISBN 4-7949-1265-X。
  - ホルヘ・ルイス・ボルヘス『幻獣辞典』柳瀬尚紀訳; スズキコージ絵（新）、晶文社、2013年10月。ISBN 978-4-7949-6831-9。
  - ホルヘ・ルイス・ボルヘス『幻獣辞典』柳瀬尚紀訳、河出書房新社〈河出文庫〉、2015年5月。ISBN 978-4-309-46408-4。

柳瀬尚紀訳は英訳からの重訳。